# Крепољин
Крепољин (влаш. Крпољин) је насеље у Србији у општини Жагубица у Браничевском округу. Према попису из 2022. било је 1210 становника.
Указом Краља од 12. марта 1923. године насеље је добило статус варошице.
До 1965. године је ово насеље седиште Општине Крепољин коју су чинила насељена места: Близнак, Брезница, Крепољин, Крупаја, Медвеђица, Милановац, Осаница и Сиге. После укидања општине подручје бивше општине је у целини ушло у састав Општине Жагубица.

## Демографија
У насељу Крепољин живи 1411 пунолетних становника, а просечна старост становништва износи 45,3 година (44,3 код мушкараца и 46,3 код жена). У насељу има 629 домаћинстава, а просечан број чланова по домаћинству је 2,70.
Ово насеље је углавном насељено Србима (према попису из 2002. године), а у последња три пописа, примећен је пад у броју становника.
|  |

| Демографија | Демографија | Демографија |
| Година      | Становника  | Становника  |
| ----------- | ----------- | ----------- |
| 1948.       | 2.452       |             |
| 1953.       | 2.514       |             |
| 1961.       | 2.569       |             |
| 1971.       | 2.288       |             |
| 1981.       | 2.252       |             |
| 1991.       | 2.045       | 1.922       |
| 2002.       | 1.696       | 1.960       |
| 2011.       | 1.542       |             |

| Етнички састав према попису из 2002.‍ | Етнички састав према попису из 2002.‍ | Етнички састав према попису из 2002.‍ | Етнички састав према попису из 2002.‍ | Етнички састав према попису из 2002.‍ |
| ------------------------------------ | ------------------------------------ | ------------------------------------ | ------------------------------------ | ------------------------------------ |
|                                      |                                      |                                      |                                      |                                      |
| Срби                                 | Срби                                 |                                      | 1.392                                | 82,07%                               |
| Власи                                | Власи                                |                                      | 260                                  | 15,33%                               |
| Румуни                               | Румуни                               |                                      | 10                                   | 0,58%                                |
| Југословени                          | Југословени                          |                                      | 6                                    | 0,35%                                |
| Хрвати                               | Хрвати                               |                                      | 2                                    | 0,11%                                |
| Црногорци                            | Црногорци                            |                                      | 1                                    | 0,05%                                |
| Словаци                              | Словаци                              |                                      | 1                                    | 0,05%                                |
| Бошњаци                              | Бошњаци                              |                                      | 1                                    | 0,05%                                |
| непознато                            | непознато                            |                                      | 0                                    | 0,0%                                 |

| Година пописа     | 1948. | 1953. | 1961. | 1971. | 1981. | 1991. | 2002. |
| ----------------- | ----- | ----- | ----- | ----- | ----- | ----- | ----- |
| Број домаћинстава | 523   | 547   | 632   | 646   | 665   | 647   | 629   |

| Број чланова      | 1   | 2   | 3   | 4  | 5  | 6  | 7 | 8 | 9 | 10 и више | Просек |
| ----------------- | --- | --- | --- | -- | -- | -- | - | - | - | --------- | ------ |
| Број домаћинстава | 155 | 191 | 113 | 85 | 42 | 33 | 9 | 0 | 1 | 0         | 2,70   |

| Пол    | Укупно | Неожењен/Неудата | Ожењен/Удата | Удовац/Удовица | Разведен/Разведена | Непознато |
| ------ | ------ | ---------------- | ------------ | -------------- | ------------------ | --------- |
| Мушки  | 720    | 214              | 419          | 49             | 38                 | 0         |
| Женски | 738    | 123              | 434          | 137            | 43                 | 1         |
| УКУПНО | 1.458  | 337              | 853          | 186            | 81                 | 1         |

| Пол    | Укупно                    | Пољопривреда, лов и шумарство | Рибарство                            | Вађење руде и камена | Прерађивачка индустрија       |
| ------ | ------------------------- | ----------------------------- | ------------------------------------ | -------------------- | ----------------------------- |
| Мушки  | 407                       | 208                           | 0                                    | 90                   | 21                            |
| Женски | 282                       | 184                           | 0                                    | 18                   | 5                             |
| УКУПНО | 689                       | 392                           | 0                                    | 108                  | 26                            |
| Пол    | Производња и снабдевање   | Грађевинарство                | Трговина                             | Хотели и ресторани   | Саобраћај, складиштење и везе |
| Мушки  | 5                         | 6                             | 22                                   | 13                   | 10                            |
| Женски | 0                         | 0                             | 26                                   | 4                    | 4                             |
| УКУПНО | 5                         | 6                             | 48                                   | 17                   | 14                            |
| Пол    | Финансијско посредовање   | Некретнине                    | Државна управа и одбрана             | Образовање           | Здравствени и социјални рад   |
| Мушки  | 0                         | 2                             | 9                                    | 8                    | 8                             |
| Женски | 0                         | 0                             | 4                                    | 14                   | 18                            |
| УКУПНО | 0                         | 2                             | 13                                   | 22                   | 26                            |
| Пол    | Остале услужне активности | Приватна домаћинства          | Екстериторијалне организације и тела | Непознато            | Непознато                     |
| Мушки  | 2                         | 0                             | 0                                    | 3                    | 3                             |
| Женски | 0                         | 0                             | 0                                    | 5                    | 5                             |
| УКУПНО | 2                         | 0                             | 0                                    | 8                    | 8                             |